# 杉田幸三
杉田 幸三（すぎた こうぞう、1923年12月24日 - 2004年9月2日）は、日本の時代物の著作家、時代小説家、文筆家。

## 生涯
東京生まれ。山岡荘八に師事。日本文藝家協会会員、新鷹会同人。
1978年、小説「生籠り」で第八回池内祥三文学奨励賞受賞。

## 著書
- 佛所護念 100万人を指導する女性 全貌社 1968
- 日本の心 銅像は生きている 永田書房 1971
- 梅と雪―水戸の天狗党 永田書房 1973
- 安政の大獄 維新前夜に散った人々 大陸書房 1974
- 高杉晋作の生涯 おりじん書房 1974
- 幕末のわかる本 廣済堂出版 1974 新書判
  - 幕末ものしり読本 廣済堂文庫 1988
- 元禄のわかる本 廣済堂出版 1975.6 新書判
- 天皇とお母さん 時事問題研究所 1976
- 戦国修羅の女 毎日新聞社 1983.12
- 徳川家康の言葉 付御三家語録 心交会 やまと文庫7 三樹書房 1984.10
- エピソードで綴る天皇さま 明治・大正・昭和篇 日本教文社 1985.4
- 親子で読める天皇日本史 神代～幕末篇 日本教文社 1985.11
- 精選 日本剣客事典 光文社文庫 1988.8
  - 日本剣客事典 決定版 河出文庫 2008.10
  - 日本剣客事典 決定版 河出書房新社 2017.11
- 歴代天皇の帝王学 父帝に学ぶ伝統 日本教文社 1989.4
- 親子で読める『教育勅語』物語 明治神宮崇敬会 1990.3
- 明治人物おもしろ史話 毎日新聞社 1990.7 新書判
- 歴史おもしろ博学館 廣済堂文庫 1991.2
- 十八史略おもしろ史話 上 毎日新聞社 1991.6 新書判
- 十八史略おもしろ史話 下 毎日新聞社 1991.6 新書判
- 織田軍団ものしり帖 天下を目指した猛者たちの真実 廣済堂出版 1991.10 新書判、廣済堂文庫 1993.2
- 日本軍人おもしろ史話 毎日新聞社 1991.12 新書判
- 徳川時代を支えた男たち 幕府・諸藩―ものしり傑出人物史 廣済堂出版 1992.8 新書判
- 江戸学者おもしろ史話 毎日新聞社 1992.10 新書判
- 天狗党血風録 毎日新聞社 1993.3
- 真説三国志 大胆な推理で正史を覆す 廣済堂出版 1993.5 新書判
- 江戸文人おもしろ史話 毎日新聞社 1993.7 新書判
- 藤原四代ものしり帖 平泉王国興亡の謎 廣済堂出版 1993.8 新書判
- 昭和天皇の御聖徳 昭和天皇の御聖徳を仰ぐ会 1993.10 小冊子
- 抗命の軍将 嗚呼、インパール佐藤中将の悲劇 廣済堂出版 1995.7
- 心に生きる日本人 歴史を彩る人物列伝 展転社 1996.2
- 勝海舟 梶鮎太―絵 親子で楽しむ歴史と古典21 勉誠社 1997.1
- 大東亜戦争秘録 日本人の真姿ここに 大東塾出版部（展転社） 2001.2

## 編著
- 史談天皇さま 暁書房 1983.4。座談会も収録
- 武士道春秋―新鷹会・傑作時代小説選 平岩弓枝監修 光文社文庫 2006.6
※小説「生籠り」が収録されている。

## 監修
- 國風（くにぶり）－戊寅合同歌集－壱岐坂歌会・櫻風亭歌會 編 ㈱国風（展転社） 1998.5

## 参考
- 文藝年鑑2004、2007
- https://www.kinokuniya.co.jp/f/dsg-01-9784309227214